# جاسم جابر
جاسم جابر (عربی: نايف عبدالرحيم الحضرمي؛ زادهٔ ۲۰ فوریهٔ ۲۰۰۲) بازیکن فوتبال اهل قطر است‌ ، که برای تیم فوتبال العربی در لیگ ستارگان قطر بازی میکند
از باشگاه‌هایی که در آن بازی کرده‌است می‌توان به باشگاه ورزشی العربی قطر اشاره کرد.
وی همچنین در تیم‌های ملی فوتبال زیر ۲۳ سال قطر و قطر بازی کرده‌است.
اولین گل ملی جاسم جابر در تیم ملی فوتبال قطر مقابل تیم ملی فوتبال ایران به ثمر رسیده است.